# Beauty and Mr. Romantic
Beauty and Mr. Romantic (tiếng Hàn: 미녀와 순정남) là một bộ phim truyền hình Hàn Quốc có sự tham gia của Im Soo-hyang và Ji Hyun-woo. Phim được công chiếu trên KBS2 vào ngày 23 tháng 3 năm 2024.